# 米拉科斯塔區
6°20′47″S 79°20′33″W / 6.3463°S 79.3426°W
米拉科斯塔區（西班牙語：Distrito de Miracosta），是秘魯的一個區，位於該國北部卡哈馬卡大區的喬塔省，面積415.7平方公里，海拔高度2,990米，2005年人口3,144，人口密度每平方公里7.6人。